# رابرت زولینگر
رابرت میلتون زولینگر (انگلیسی: Robert Zollinger؛ ‏ ۴ سپتامبر ۱۹۰۳ – ۱۲ ژوئن ۱۹۹۲) جراح آمریکایی و استاد رشتهٔ جراحی در دانشگاه ایالتی اوهایو بود. وی بین سال‌های ۱۹۳۹ تا ۱۹۷۴ میلادی فعالیت می‌کرد. او یکی از کسانی بود که سندرم زولینگر-الیسون را توصیف کرد.